# Asmir Avdukić
Asmir Avdukić (n. Breza, Yugoslavia, el 13 de mayo de 1981) es un futbolista bosnio. Juega de portero y su equipo actual es el Borac Banja Luka de la Liga Premier de Bosnia y Herzegovina. También es miembro de la selección nacional de Bosnia y Herzegovina, con la cual clasificó a la Copa Mundial de Fútbol de 2014 por primera vez en su historia.

## Trayectoria
Avdukić ha jugado para el NK Kamen Ingrad en la Prva HNL de Croacia.
Tuvo 19 vallas invictas con el FK Borac de Bosnia en la temporada 2010-11.
 En febrero de 2012 fue transferido al Persepolis de Irán,  pero Avdukić no pudo jugar ningún partido de liga en la temporada 2011-12. No obstante, si participó en la Liga de Campeones de la AFC 2012

### Selección nacional
Luego de ser incluido en la lista preliminar de 24 jugadores en mayo de 2014, Avdukić fue confirmado el 2 de junio en la lista final de 23 que representarán a Bosnia y Herzegovina en la Copa Mundial de Fútbol de 2014.

## Clubes
| Club                | País                 | Año           |
| ------------------- | -------------------- | ------------- |
| NK Čelik Zenica     | Bosnia y Herzegovina | 2001 - 2005   |
| Kamen Ingrad Velika | Croacia              | 2006          |
| NK Travnik          | Bosnia y Herzegovina | 2007          |
| Sloboda Tuzla       | Bosnia y Herzegovina | 2007          |
| FK Radnik Bijeljina | Bosnia y Herzegovina | 2008 - 2009   |
| FK Rudar Prijedor   | Bosnia y Herzegovina | 2009 - 2010   |
| FK Borac Banja Luka | Bosnia y Herzegovina | 2010-2011     |
| Persopolis F.C.     | Irán                 | 2011-2012     |
| FK Borac Banja Luka | Bosnia y Herzegovina | 2012-presente |

### Participaciones en Copas del Mundo
| Mundial                        | Sede   | Resultado    |
| ------------------------------ | ------ | ------------ |
| Copa Mundial de Fútbol de 2014 | Brasil | Primera fase |